# Импрессинг
Импрессинг (от. англ. impress — впечатлять, оставлять след) — термин в психологии и обучении.
Под импрессингом понимают информационное воздействие, ранние и сверхранние впечатления детства, которые определяют мотивы и направление деятельности личности на всю жизнь, формируют интересы, шкалу ценностей,
и при позитивном влиянии средовых факторов приводят к значительным достижениям в той или иной области.
Результат импрессинга в огромной мере зависит от избирательной восприимчивости личности к такому воздействию. В этой связи решающую роль играет детско-подростково-юношеский этап развития личности, формирующий ценностные критерии, установки, устремлённость и самомобилизация. Импрессинг лежит в основе всепоглощающих интересов личности, сообщающих всему поведению человека невероятную целеустремленность.
Импрессинг приводит либо к возникновению экстраординарных (гениальных) способностей, либо к достижениям, которые до импрессинга казались невероятными, невозможными.
Термин «импрессинг» ввёл В. П. Эфроимсон, который понимал под ним жизнеопределяющие впечатления, которые действуют в особо чувствительный период, оказываются очень стойкими, подсознательно действующими во всей последующей жизни и определяющими содержание творчества выдающегося человека.